# San Juan Cacahuatepec
San Juan Cacahuatepec là một đô thị thuộc bang Oaxaca, Mexico. Năm 2005, dân số của đô thị này là 8134 người.